# Atomic Skull
El Atomic Skull (español: Cráneo Atómico) es un supervillano de los cómics estadounidenses publicados por DC Comics, comúnmente como enemigo de Superman.El personaje hizo su primera aparición en 1978.

## Historial de publicación
La versión de Albert Michaels de Atomic Skull apareció por primera vez en Superman # 323 (mayo de 1978) y fue creado por Martin Pasko y Curt Swan.
La versión de Joseph Martin del Atomic Skull apareció por primera vez en The Adventures of Superman #483, y fue creado por Roger Stern y Bob McLeod.

## Biografía ficticia

### Albert Michaels
Albert Michaels era un brillante, pero antipático científico-administrador de S.T.A.R. Labs con un raro trastorno del sistema nervioso que cortocircuitaba los impulsos eléctricos en su cerebro, creando convulsiones dolorosas e incontrolables. Cuando no pudo encontrar una cura, contactó en secreto a la organización criminal SKULL, y le implantaron un dispositivo alimentado por radio diseñado para aprovechar su trastorno neuronal en "explosiones cerebrales" atómicas mortales a cambio de que se convirtiera en su agente.Sin embargo, estas explosiones mentales eran difíciles de controlar y solo empeoraron su condición, una situación de la que culpó a Superman después de que el Hombre de Acero capturara a los únicos científicos de SKULL que podrían haberlo curado. Jurando venganza, el genio malvado se puso su distintivo traje amarillo y verde con su máscara de calavera con visera y capucha, se hizo llamar el Cráneo Atómico y eventualmente se convirtió en el líder de la organización, volando en un elegante aerodeslizador con forma de calavera de su propio diseño y asistido por su amante Felicia, vestida de manera similar, que era una pantera que había evolucionado artificialmente en una forma humana.
Después de Crisis on Infinite Earths, Michaels hizo una aparición, luchando contra Thunder y Lightning en Teen Titans Spotlight. Se supone que su pasado no ha cambiado, aunque en lugar de ser diagnosticado con un trastorno nervioso, se dijo que sus poderes vinieron porque buscó la inmortalidad y presumiblemente se mutó a sí mismo. No se sabe si alguna vez luchó contra la versión post-Crisis de Superman antes, ya que su primera aparición (Post-Crisis) fue en Captain Atom, sin embargo, su historia con S.T.A.R. Labs y SKULL se mantuvo como se estableció en The DC Comics Encyclopedia.
Michaels regresó en 2007 en Birds of Prey.También apareció en la miniserie Villains United, donde se unió a la Sociedad de Luthor.

### Joseph Martin
El estudiante Joseph Martin estaba en S.T.A.R. Labs para un chequeo de rutina cuando fue golpeado por una intensa explosión de energía de la bomba genética de los Dominadores que le dio una fuerza sobrehumana y provocó que su carne se volviera invisible. Más tarde, atacado por unos matones, el daño cerebral resultante le provocó locura, y adoptó la apariencia de "Atomic Skull", que era un héroe de una antigua serie de películas que amaba. También emitió cantidades peligrosas de radiación, y luego adquirió la capacidad de proyectarla en forma de explosiones de energía. Ha plagado a Superman, a quien creía que era el villano de la serie, el Doctor Electron (particularmente cuando Superman ya había adquirido poderes basados en la electricidad), y a Lois Lane, a quien veía como el interés amoroso de Skull, Zelda Wentworth.
Más tarde, él fue otorgado con le otorgó poderes mejorados por el demonio Neron a cambio de su alma.Curado de sus delirios, al principio tenía la intención de seguir el ejemplo del personaje como un superhéroe real, pero desde entonces apareció como un supervillano más convencional.
Es asesinado en batalla por los Máximos,un equipo de superhéroes de realidad alternativa, pero luego se lo ve con vida en las páginas de Action Comics,suponiendo que Mister Mxyzptlk revirtió su muerte, junto con otros eventos que tienen que ver con el Máximos.
Recientemente, Martin irrumpió en el estreno de una película en Hollywood, obsesionado con una actriz que aparecía en la película. El fue derrotado por Manhunter.
Martin estuvo entre los villanos en la emboscada de la JSA liderada por Tapeworm.
Mientras Superman está fuera del mundo, Martin intenta causar problemas en el centro de Metrópolis, pero es derrotado por Mon-El.

#### The New 52
En el reinicio de The New 52 lanzado en 2011, la versión de Joseph Martin de Atomic Skull se reintroduce en Action Comics vol. 2 Annual #1, escrito por el escritor de Max Landis, Chronicle.
Cuando un submarino de S.T.A.R. Labs se estrella muy por debajo de la superficie del océano, uno de sus científicos queda expuesto a una radiación experimental. Es arrastrado hasta la orilla, con recuerdos de la vida que tuvo y de la mujer que amó y perdió. Solo en una isla desierta, lucha por sobrevivir, comiendo la vegetación tropical local. Cuando un leopardo lo encuentra y lo ataca, inesperadamente emite una ráfaga de radiación que vaporiza su cuerpo. Con el tiempo, aprende a usar este poder en su beneficio, matando animales para alimentarse y abriendo agujeros en las paredes rocosas para refugiarse. La radiación pronto le pasa factura, ya que recuerda cómo había sorprendido a su esposa coqueteando con alguien en un club de baile y la había asesinado en un ataque de celos. Enfadado, destruye la mayor parte de la isla. Su rostro, mientras tanto, prácticamente se derrite, revelando su cráneo radiactivo.

#### DC Rebirth
En DC Rebirth, se ve a Atomic Skull encarcelado en la prisión de máxima seguridad de Kamen en Superwoman #1.
En Hal Jordan and the Green Lantern Corps #45, se muestra a Atomic Skull tratando de hacer las paces siendo el director de la Penitenciaría de la Isla Stryker. Cuando Hal Jordan intentó liberar a Héctor Hammond, Atomic Skull luchó contra él, pero antes de que pudiera hacer algo más, Héctor Hammond lo deja temporalmente con muerte cerebral usando sus poderes psíquicos y Hal Jordan lo convence de dejar vivir a Atomic Skull.

## Poderes y habilidades
Albert Michaels puede lanzar poderosos rayos de energía a través de la visera de su máscara. Estas explosiones se han descrito como ondas cerebrales, visión de calor y energía radiactiva únicas a lo largo de los años. Además de sus ataques de energía, Michaels es un líder experimentado de la organización SKULL y un científico brillante.
Joseph Martin tiene una fuerza inmensa, resistencia y durabilidad, comparables a las de Superboy (Kon-El), Superman y Lar Gand. También puede proyectar ráfagas de energía atómica púrpura desde sus manos o boca para ataques de largo alcance y usar la misma para potenciarse en un mayor grado.

## Otras versiones

### La realidad de Dominus
En una historia en la que el villano Dominus, que altera la realidad, recrea varias continuidades de Superman pre-Crisis, se presentó por primera vez el supuesto Atomic Skull de la Edad de Oro. Se trataba de Lawrence Dennis, un actor y simpatizante nazi que utilizó su reputación como héroe de la serie Curse of the Atomic Skull como plataforma para promover el Nazismo.

### Flashpoint
En la línea de tiempo alternativa del evento Flashpoint, una versión de Atomic Skull está encarcelada en la prisión militar del Mal y está trabajando para mantener a los otros prisioneros adentro, ya que reconoce que es un pez más grande en la cárcel de lo que jamás sería en la cárcel del mundo real.

### Serie de películas
El Atomic Skull es el nombre del héroe favorito de Joseph Martin de una serie de películas (ficticias) de 12 episodios realizada por National Film Studios en 1936. La serie está protagonizada por Lawrence Dennis (según Superman Villains Secret Files and Origins #1) como el personaje principal. Este Atomic Skull fue originalmente el agente del gobierno Joe Martin, quien investigó al malvado Doctor Electron y fue transformado en el horrible Atomic Skull por uno de los inventos de Electron. A pesar de esto, él y Zelda Wentworth, la hija de Electron (interpretada por la actriz Eleanor Hart, con quien Lois Lane tiene un cierto parecido), se enamoraron. Luchando contra Electron y sus secuaces (como Rocketman) con sus rayos oculares de calor, Atomic Skull finalmente destruyó los planes del científico loco y volvió a la normalidad. El personaje ficticio de la serie es visualmente idéntico a Albert Michaels, la versión anterior a la crisis de Atomic Skull.

### Superman: Hijo Rojo
Atomic Skull aparece en la realidad alternativa Superman: hijo rojo como uno de los experimentos de Lex Luthor.

## En otros medios

### Televisión
- Albert Michaels hace una aparición sin hablar en el episodio de Superman, "Fugitive from Space" como científico de S.T.A.R. Labs.
- La encarnación de Joseph Martin de Atomic Skull aparece en Liga de la Justicia Ilimitada, con la voz de Lex Lang.[23]Después de una aparición menor en el episodio "The Cat and the Canary" como participante en la Meta-Pelea de Roulette, se une a la Sociedad Secreta de Gorilla Grodd a partir del episodio "I Am Legion". Antes y durante los episodios "¡Vivo!" y "Destructor", Lex Luthor toma el mando de la Sociedad, pero Grodd organiza un motín. Atomic Skull se pone del lado del primero antes de que Darkseid ataque y mate a la mayor parte de la Sociedad. Luthor, Atomic Skull y los sobrevivientes posteriormente unen fuerzas con la Liga de la Justicia para repeler la invasión de Darkseid a la Tierra.
- La encarnación de Albert Michaels de Atomic Skull hace una aparición sin hablar en el episodio de Young Justice, "Revelation" como miembro de la Liga de la Injusticia.
- La encarnación de Albert Michaels del Atomic Skull aparece en los créditos iniciales de Powerless.
- Un holograma de un Atomic Skull no identificado aparece en Superman & Lois.
- La encarnación de Joseph Martin de Atomic Skull aparece en Mis aventuras con Superman, con la voz de Max Mittelman.[24][25]Esta versión es un agente de Task Force X cuyas habilidades se derivan de la armadura kryptoniana.

### Película
- La encarnación de Joseph Martin de Atomic Skull aparece en Superman vs. The Elite, con la voz de Dee Bradley Baker.[23]Después de una pelea con Superman, es encarcelado y obligado a alimentar la Isla Stryker hasta que escapa sobrecargando el generador. Finalmente, es confrontado y derrotado por Superman y la Elite antes de que el líder del grupo, Manchester Black, lo mate a instancias de un niño cuyo padre mató al Atomic Skull.
- Un Atomic Skull no identificado hace un cameo en Justice League vs. Teen Titans, con la voz no acreditado de Rick D. Wasserman.

### Videojuegos
La encarnación de Joseph Martin del Atomic Skull aparece como una invocación de personaje en Scribblenauts Unmasked: A DC Comics Adventure.

### Varios
La encarnación de Albert Michaels del Atomic Skull aparece en un one-shot especial para el cómic vinculado a Young Justice publicado para el Día del Cómic Gratis.